# Germán Álvarez Blanco
Germán Álvarez Blanco (Avilés, 1945) es un periodista, escritor, empresario, guionista de televisión y director teatral español.

## Periodismo
Licenciado en Derecho y Periodismo, escribió en El Alcázar, en Nuevo Diario, fue corresponsal en Madrid de France Presse, trabajó para Desk Amsud en París y fue corresponsal en el extranjero durante ocho años. También fue redactor jefe de Guadiana y dirigió Sábado Gráfico.

## Productor televisivo
Fue el productor asociado de La casa de los líos, emitida en Antena 3, con Arturo Fernández en el papel principal. La serie estaba inspirada en una idea argumental de Álvarez Blanco.Entre otras series como "Como el perro y el gato " emitida en televisión española

## Novelas
- La Diputada
- El triunfador
- Silberia y el sapo rojo

## Guiones de televisión
- Como el perro y el gato (2007), estrenada en TVE
- Diez en Ibiza (2004), emitida en TVE